# Dominique Berna
Dominique Berna (ur. 15 czerwca 1964 w Lyonie) – francuska judoczka. Olimpijka z Barcelony 1992, gdzie zajęła szesnaste miejsce w wadze półlekkiej.
Startowała w Pucharze Świata w latach 1990 - 1993. Zdobyła pięć medali na mistrzostwach Europy  w drużynie. Wygrała igrzyska frankofońskie w 1989, a także akademickie MŚ w 1988 i druga w 1990. Mistrzyni Francji w 1989 roku.

## Letnie Igrzyska Olimpijskie 1992
| Konkurencja | Eliminacje              | Eliminacje               | Klas. końcowa |
| Konkurencja | Przeciwnik I            | Przeciwnik II            | Miejsce       |
| ----------- | ----------------------- | ------------------------ | ------------- |
| 52 kg       | Katalin Parragh (HUN) Z | Carolina Mariani (ARG) P | 16.           |